# Chances Peak
Chances Peak är en bergstopp i Montserrat (Storbritannien). Den ligger i parishen Parish of Saint Anthony, i den södra delen av Montserrat. Toppen på Chances Peak är 915 meter över havet. Den ingår i Soufrière Hills.